# Paulo Tavares
Paulo Daniel Fernandes Tavares (Massarelos, 9 dicembre 1985) è un ex calciatore portoghese, di ruolo centrocampista.

## Carriera
Ha giocato nella massima serie dei campionati portoghese e vietnamita.

## Palmarès

### Club

#### Competizioni nazionali
- Segunda Liga: 1

Leixões: 2006-2007